# Клепачев
Клепачев (укр. Клепачів) — село в Луцкой городской общине Луцкого района Волынской области Украины.
До 2020 года входило в Киверцовский район.
Код КОАТУУ — 0721885003. Население по переписи 2001 года составляет 451 человек. Почтовый индекс — 45200. Телефонный код — 3365. Занимает площадь 1,424 км².